# Municipio de Petnjica
El Municipio de Petnjica (serbio: Општина Петњица) es uno de los veintitrés municipios en los que se encuentra dividido Montenegro. Su capital es la ciudad de Petnjica. Surgió como escisión del municipio de Berane en 2013.

## Geografía
El municipio se encuentra situado en el noreste de Montenegro, limita al noroeste con el Municipio de Bijelo Polje, al norte con Serbia, al sur con el Municipio de Berane y al este con el de Rožaje. 

## Demografía
El municipio tiene una población de 6686 habitantes según el censo realizado en 2011, la localidad más importante es Petnjica, que cuenta con 565 habitantes.